# Leirvik fyr
Leirvik fyr ligger på Midtøya i Stord kommune, Vestland fylke i Norge. Det ligger ud for kommunecenteret Leirvik i Hardangerfjorden. Leirvik fyr blev bygget i 1878. I 1903 blev fyret nedlagt og erstattet af en fyrlygte Fyret blev oprettet som bemandet tågesignal i 1930, og hed da Leirvik tågesignal. Betjeningen blev nedlagt omkring 1977 og formelt nedlagt i 1978. Stord kommune købte fyret af staten i 2006. I september 2011 fik Leirvik fyr sin egen venneforening, «Venelaget for Leirvik fyr», som vil gøre fyret tilgængelig for allmenheden.